# Europaschutzgebiete Waldviertler Teich-, Heide- und Moorlandschaft und Waldviertel
Koordinaten: 48° 47′ 55″ N, 15° 8′ 20″ O
Die Natura 2000-Europaschutzgebiete Waldviertler Teich-, Heide- & Moorlandschaft und Waldviertel werden gebildet aus dem FFH-Gebiet Waldviertler Teich-, Heide- und Moorlandschaft (AT1201A00) und dem Europäischen Vogelschutzgebiet Waldviertel (AT1201000) in der Hauptregion Waldviertel in Niederösterreich. Sie sind der kontinentalen biogeographischen Region zugeordnet.

## Lage
Die Schutzgebiete befinden sich teilweise auf dem Gebiet der Bezirke
- Gmünd,
- Horn,
- Krems an der Donau,
- Melk,
- Waidhofen a.d. Thaya und
- Zwettl.

## Rechtliche Grundlage

### Natura-2000-Netzwerk
Rechtliche Grundlage für das Gebiet sind die FFH-Richtlinie und die Vogelschutzrichtlinie der Europäischen Union sowie Verordnungen der niederösterreichischen Landesregierung. Für beide Gebiete wurde ein gemeinsamer Managementplan erstellt.

### Weitere Schutzgebiete
Die Schutzgebiete stehen laut Standarddatenbogen in Beziehung zu anderen Schutzgebieten:
- Landschaftsschutzgebiet Wachau und Umgebung
- Landschaftsschutzgebiet Dobersberg
- Landschaftsschutzgebiet Thayatal
- Naturpark Dobersberg
- Naturpark Gemeindeau Heidenreichstein
- Naturpark Blockheide-Eibenstein
- Naturschutzgebiet Bruneiteich
- Naturschutzgebiet Meloner Au
- Naturschutzgebiet Schremser Hochmoor
- Naturschutzgebiet Gebhartsteich
- Naturschutzgebiet Rottalmoos
- Naturschutzgebiet Karlstifter Moore
- Naturschutzgebiet Gemeindeau
- Naturschutzgebiet Blockheide Eibenstein
- Naturdenkmal Großer Kamp
- Ramsar-Gebiet Nature Reserve Karlstifter Moore

## Flora, Fauna und Habitate

### Lebensräume
Im FFH-Gebiet befinden sich die folgenden signifikanten Lebensraumtypen von gemeinschaftlichem Interesse; prioritäre Lebensraumtypen sind mit * gekennzeichnet.
| Natura-2000-Code | Lebensraumtyp                                                                                      |
| ---------------- | -------------------------------------------------------------------------------------------------- |
| 3130             | Schlammfluren                                                                                      |
| 3150             | Natürliche Stillgewässer mit Wasserschweber-Gesellschaften                                         |
| 3260             | Fluthahnenfuß-Gesellschaften                                                                       |
| 3270             | Zweizahlfluren schlammiger Ufer                                                                    |
| 4030             | Trockene europäische Heiden                                                                        |
| 6210             | Trespen-Schwingel-Kalktrockenrasen                                                                 |
| 6230*            | Artenreiche montane Borstgrasrasen (und submontan auf dem europäischen Festland) auf Silikatböden  |
| 6410             | Pfeifengraswiesen auf kalkreichem Boden, torfigen und tonig-schluffigen Böden (Molinion caeruleae) |
| 6430             | Feuchte Hochstaudenfluren                                                                          |
| 6510             | Glatthaferwiesen                                                                                   |
| 6520             | Berg-Mähwiesen                                                                                     |
| 7110*            | Naturnahe lebende Hochmoore                                                                        |
| 7120             | Noch renaturierungsfähige degradierte Hochmoore                                                    |
| 7140             | Übergangs- und Schwingrasenmoore                                                                   |
| 8220             | Silikatfelsen mit Felsspaltenvegetation                                                            |
| 8230             | Pionierrasen auf Silikatkuppen                                                                     |
| 8310             | Nicht touristisch erschlossene Höhlen                                                              |
| 9110             | Hainsimsen-Buchenwälder                                                                            |
| 9130             | Mullbraunerde-Buchenwälder                                                                         |
| 9180*            | Schlucht- und Hangmischwälder                                                                      |
| 91D0*            | Moorwälder                                                                                         |
| 91E0*            | Erlen-Eschen-Weidenauen                                                                            |
| 9410             | Montane bis alpine bodensaure Fichtenwälder (Vaccinio-Piceetea)                                    |

### Tiere und Pflanzen
Das Gebiet ist Lebensraum folgender Arten von gemeinschaftlichem Interesse, die in Anhang II der FFH-Richtlinie genannt sind; prioritäre Arten sind mit * gekennzeichnet.
| Code                 | Name (wiss.)                     | Name (dt.)                          |
| -------------------- | -------------------------------- | ----------------------------------- |
| Säugetiere           |                                  |                                     |
| 1355                 | Lutra lutra                      | Fischotter                          |
| 1361                 | Lynx lynx                        | Luchs                               |
| 1308                 | Barbastella barbastellus         | Mopsfledermaus                      |
| 1324                 | Myotis myotis                    | Großes Mausohr                      |
| Amphibien            |                                  |                                     |
| 1188                 | Bombina bombina                  | Rotbauchunke                        |
| 1193                 | Bombina variegata                | Gelbbauchunke                       |
| 1166                 | Triturus cristatus               | Nördlicher Kammmolch                |
| Fische und Neunaugen |                                  |                                     |
| 1130                 | Aspius aspius                    | Rapfen                              |
| 1149                 | Cobitis taenia                   | Steinbeißer                         |
| 1163                 | Cottus gobio                     | Koppe                               |
| 2484                 | Eudontomyzon mariae              | Ukrainisches Bachneunauge           |
| 1096                 | Lampetra planeri                 | Bachneunauge                        |
| 1145                 | Misgurnus fossilis               | Schlammpeitzger                     |
| Wirbellose           |                                  |                                     |
| 1914*                | Carabus menetriesi ssp. pacholei | Hochmoorlaufkäfer                   |
| 1083                 | Lucanus cervus                   | Hirschkäfer                         |
| 6169                 | Euphydryas maturna               | Maivogel                            |
| 6199*                | Euplagia quadripunctaria         | Russischer Bär                      |
| 1060                 | Lycaena dispar                   | Großer Feuerfalter                  |
| 6179                 | Phengaris nausithous             | Dunkler Wiesenknopf-Ameisenbläuling |
| 1059                 | Phengaris teleius                | Heller Wiesenknopf-Ameisenbläuling  |
| 1074                 | Eriogaster catax                 | Hecken-Wollafter                    |
| 1042                 | Leucorrhinia pectoralis          | Große Moosjungfer                   |
| 1037                 | Ophiogomphus cecilia             | Grüne Flussjungfer                  |
| 1029                 | Margaritifera margaritifera      | Flussperlmuschel                    |
| 1032                 | Unio crassus                     | Gemeine Flussmuschel                |

Im Vogelschutzgebiet kommen folgende Arten des Anhangs I der Vogelschutzrichtlinie vor:
| Code | Name (wiss.)               | Name (dt.)         |
| ---- | -------------------------- | ------------------ |
| A298 | Acrocephalus arundinaceus  | Drosselrohrsänger  |
| A296 | Acrocephalus palustris     | Sumpfrohrsänger    |
| A295 | Acrocephalus schoenobaenus | Schilfrohrsänger   |
| A297 | Acrocephalus scirpaceus    | Teichrohrsänger    |
| A168 | Actitis hypoleucos         | Flussuferläufer    |
| A223 | Aegolius funereus          | Raufußkauz         |
| A247 | Alauda arvensis            | Feldlerche         |
| A229 | Alcedo atthis              | Eisvogel           |
| A052 | Anas crecca                | Krickente          |
| A051 | Anas strepera              | Schnatterente      |
| A257 | Anthus pratensis           | Wiesenpieper       |
| A256 | Anthus trivialis           | Baumpieper         |
| A028 | Ardea cinerea              | Graureiher         |
| A059 | Aythya ferina              | Tafelente          |
| A061 | Aythya fuligula            | Reiherente         |
| A104 | Bonasa bonasia             | Haselhuhn          |
| A215 | Bubo bubo                  | Uhu                |
| A067 | Bucephala clangula         | Schellente         |
| A224 | Caprimulgus europaeus      | Ziegenmelker       |
| A371 | Carpodacus erythrinus      | Karmingimpel       |
| A136 | Charadrius dubius          | Flussregenpfeifer  |
| A197 | Chlidonias niger           | Trauerseeschwalbe  |
| A031 | Ciconia ciconia            | Weißstorch         |
| A030 | Ciconia nigra              | Schwarzstorch      |
| A081 | Circus aeruginosus         | Rohrweihe          |
| A084 | Circus pygargus            | Wiesenweihe        |
| A207 | Columba oenas              | Hohltaube          |
| A113 | Coturnix coturnix          | Wachtel            |
| A122 | Crex crex                  | Wachtelkönig       |
| A212 | Cuculus canorus            | Kuckuck            |
| A253 | Delichon urbica            | Mehlschwalbe       |
| A236 | Dryocopus martius          | Schwarzspecht      |
| A381 | Emberiza schoeniclus       | Rohrammer          |
| A099 | Falco subbuteo             | Baumfalke          |
| A360 | Fringilla montifringilla   | Bergfink           |
| A153 | Gallinago gallinago        | Bekassine          |
| A217 | Glaucidium passerinum      | Sperlingskauz      |
| A075 | Haliaeetus albicilla       | Seeadler           |
| A299 | Hippolais icterina         | Gelbspötter        |
| A251 | Hirundo rustica            | Rauchschwalbe      |
| A022 | Ixobrychus minutus         | Zwergdommel        |
| A338 | Lanius collurio            | Neuntöter          |
| A340 | Lanius excubitor           | Raubwürger         |
| A179 | Larus ridibundus           | Lachmöwe           |
| A291 | Locustella fluviatilis     | Schlagschwirl      |
| A292 | Locustella luscinioides    | Rohrschwirl        |
| A290 | Locustella naevia          | Feldschwirl        |
| A246 | Lullula arborea            | Heidelerche        |
| A383 | Miliaria calandra          | Grauammer          |
| A319 | Muscicapa striata          | Grauschnäpper      |
| A344 | Nucifraga caryocatactes    | Tannenhäher        |
| A160 | Numenius arquata           | Großer Brachvogel  |
| A094 | Pandion haliaetus          | Fischadler         |
| A072 | Pernis apivorus            | Wespenbussard      |
| A017 | Phalacrocorax carbo        | Kormoran           |
| A151 | Philomachus pugnax         | Kampfläufer        |
| A274 | Phoenicurus phoenicurus    | Gartenrotschwanz   |
| A314 | Phylloscopus sibilatrix    | Waldlaubsänger     |
| A241 | Picoides tridactylus       | Dreizehenspecht    |
| A234 | Picus canus                | Grauspecht         |
| A005 | Podiceps cristatus         | Haubentaucher      |
| A008 | Podiceps nigricollis       | Schwarzhalstaucher |
| A119 | Porzana porzana            | Tüpfelsumpfhuhn    |
| A118 | Rallus aquaticus           | Wasserralle        |
| A249 | Riparia riparia            | Uferschwalbe       |
| A275 | Saxicola rubetra           | Braunkehlchen      |
| A276 | Saxicola torquata          | Schwarzkehlchen    |
| A155 | Scolopax rusticola         | Waldschnepfe       |
| A193 | Sterna hirundo             | Flussseeschwalbe   |
| A210 | Streptopelia turtur        | Turteltaube        |
| A309 | Sylvia communis            | Dorngrasmücke      |
| A307 | Sylvia nisoria             | Sperbergrasmücke   |
| A004 | Tachybaptus ruficollis     | Zwergtaucher       |
| A409 | Tetrao tetrix tetrix       | Birkhuhn           |
| A108 | Tetrao urogallus           | Auerhuhn           |
| A166 | Tringa glareola            | Bruchwasserläufer  |
| A165 | Tringa ochropus            | Waldwasserläufer   |
| A162 | Tringa totanus             | Rotschenkel        |
| A282 | Turdus torquatus           | Ringdrossel        |
| A232 | Upupa epops                | Wiedehopf          |
| A142 | Vanellus vanellus          | Kiebitz            |

## Erhaltungsziele
Im Manageplan werden die Erhaltungsziele der Europaschutzgebiete definiert. Dabei handelt es sich um die Erhaltung bzw. Wiederherstellung eines ausreichenden Ausmaßes an ...
- ...naturnahen  Fließgewässern  als  Wanderungs-  und  Ausbreitungskorridore  mit  Auwäldern,  Ufergehölzstreifen,  Hochstaudenfluren,  Feuchtwiesen,  Hang-  und  Schluchtwäldern
- ......extensiv  bewirtschafteten  Fischteichen  mit  Verlandungszonen  und  anschließenden  Flachmoor- und Feuchtwiesenbereichen
- ... Hochmooren und Regenerationsstadien ehemaliger Torfstiche samt Moorwäldern
- ...  extensiven  Grünlandbiotopen  (vor  allem  großflächig  geschlossene  Feuchtwiesengebiete, Moorwiesen, Magerwiesen und -weiden, Magerwiesenböschungen)
- ...  Heide-Mosaiklandschaften  mit  felsdurchsetzten  Magerwiesen  und  Trockenrasen  sowie mit Zwergsträuchern und Pioniergehölzen bestockte „Bühel“ und Raine
- ...  (kleinschlägiger)  agrarischer  Kulturlandschaft  mit  hohem  Offencharakter  und  vielfältigen,  in  erster  Linie  krautigen  Zwischenstrukturen  wie  (Stufen)Rainen,  Bühel-  und  Heckenstrukturen, Granitrestlinge
- ... großflächigen, naturnahen Wäldern mit totholzreichen Altholzbeständen
- ... störungsfreien Felsformationen bzw. Felswänden, zumindest während der Brutzeit